# Melolontha
Genre
Melolontha est le genre type des hannetons (Insectes coléoptères). Il fait partie de la famille des Scarabaeidae (anciennement des Melolonthidae) et de la sous-famille des Melolonthinae.

## Espèces rencontrées en Europe
Selon Fauna Europaea (19 octobre 2021) :
- Melolontha albida Frivaldszky, 1835
- Melolontha hippocastani Fabricius, 1801
- Melolontha melolontha (Linnaeus, 1758) - Hanneton commun
- Melolontha papposa Illiger, 1803
- Melolontha pectoralis Megerle, 1812
- Melolontha taygetana Rey, 1999

## Liste d'espèces
Selon Catalogue of Life (1 septembre 2014) :
- Melolontha aceris
- Melolontha aeneicollis
- Melolontha afflicta
- Melolontha albida
- Melolontha albopruinosa
- Melolontha anita
- Melolontha borumandi
- Melolontha carinata
- Melolontha chinensis
- Melolontha ciliciensis
- Melolontha clypeata
- Melolontha cochinchinae
- Melolontha costata
- Melolontha costipennis
- Melolontha cuprescens
- Melolontha davidis
- Melolontha excisicauda
- Melolontha farinosa
- Melolontha flabellata
- Melolontha frater
- Melolontha furcicauda
- Melolontha gussakovskii
- Melolontha guttigera
- Melolontha hippocastani
- Melolontha incana
- Melolontha indica
- Melolontha insulana
- Melolontha japonica
- Melolontha javanica
- Melolontha kraatzi
- Melolontha macrophylla
- Melolontha malaccensis
- Melolontha mandarina
- Melolontha masafumii
- Melolontha medvedevi
- Melolontha melolontha
- Melolontha minima
- Melolontha nepalensis
- Melolontha opaca
- Melolontha papposa
- Melolontha pectoralis
- Melolontha permira
- Melolontha phupanensis
- Melolontha pinguis
- Melolontha porcina
- Melolontha pseudofurcicauda
- Melolontha reichenbachi
- Melolontha rufocrassa
- Melolontha sardinensis
- Melolontha satsumaensis
- Melolontha sculpticollis
- Melolontha setifera
- Melolontha shanghaiana
- Melolontha siamensis
- Melolontha sulcipennis
- Melolontha taihokuensis
- Melolontha tamina
- Melolontha tarimensis
- Melolontha taygetana
- Melolontha tenuicauda
- Melolontha tricostata
- Melolontha umbraculata
- Melolontha virescens
- Melolontha weyersi
- Melolontha wushana
- Melolontha zervaschanica